# Rallye Olympus 1986
Le Rallye Olympus 1986 (21st Toyota Olympus Rally), disputé du 4 au 7 décembre 1986, est la cent-soixantième manche du championnat du monde des rallyes (WRC) courue depuis 1973 et la treizième et dernière manche du championnat du monde des rallyes 1986.

## Contexte avant la course

### Le championnat du monde
Ayant succédé en 1973 au championnat international des marques (en vigueur de 1970 à 1972), le championnat du monde des rallyes comprend généralement une douzaine manches, comprenant les plus célèbres épreuves routières internationales, telles le Rallye Monte-Carlo, le Safari ou le RAC Rally. Depuis 1979, le championnat des constructeurs a été doublé d'un championnat pilotes, ce dernier remplaçant l'éphémère Coupe des conducteurs, organisée à seulement deux reprises en 1977 et 1978. Le calendrier 1986 intègre treize manches pour l'attribution du titre de champion du monde des pilotes mais seulement onze sélectives pour le championnat des marques (le Rallye de Côte d'Ivoire et le Rallye Olympus en étant exclus). Les épreuves sont réservées aux catégories suivantes :
- Groupe N : voitures de grande production de série, ayant au minimum quatre places, fabriquées à au moins 5000 exemplaires en douze mois consécutifs ; modifications très limitées par rapport au modèle de série (bougies, amortisseurs).
- Groupe A : voitures de tourisme de grande production, fabriquées à au moins 5000 exemplaires en douze mois consécutifs, avec possibilité de modifications des pièces d'origine ; poids minimum fonction de la cylindrée.
- Groupe B : voitures de grand tourisme, fabriquées à au moins 200 exemplaires en douze mois consécutifs, avec possibilité de modifications des pièces d'origine (extension d'homologation portant sur 5% de la production[2]).

Dernière épreuve du championnat et comptant uniquement pour le championnat pilotes, le Rallye Olympus aurait dû arbitrer le duel entre Juha Kankkunen et Markku Alén pour l'attribution du titre mondial, au terme d'une saison assombrie par une série d'accidents mortels. Toutefois, l'exclusion, décidée par les autorités sportives italiennes, d'exclure les Peugeot officielles du dernier Rallye Sanremo a entraîné un appel du constructeur français, la FISA devant statuer dans les semaines à venir sur la validité de la victoire de la Lancia d'Alén dans cette épreuve. Les deux protagonistes sont donc dans l'incertitude la plus complète avant d'aborder la dernière manche.

### L'épreuve
Créé en 1968, le Rallye Olympus se déroule intégralement dans la péninsule Olympique, au nord-ouest de l'État de Washington. Se courant presque exclusivement sur terre, l'épreuve fut intégrée au championnat des États-Unis dès 1973, puis quelques années plus tard à la Coupe d'Amérique du Nord des rallyes. C'est la première fois que l'épreuve compte pour le championnat du monde des pilotes. Dernier vainqueur en date, Hannu Mikkola y a imposé son Audi en 1985.

## Le parcours
- départ : 4 décembre 1986 de Tacoma
- arrivée : 7 décembre 1986 à Olympia

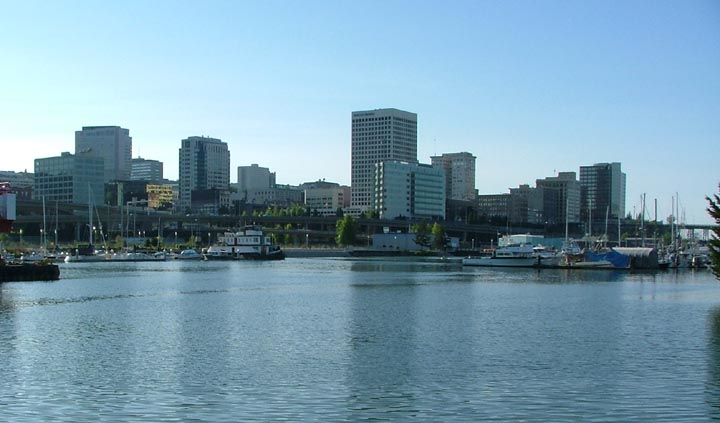
Le départ sera donné de Tacoma.

- distance : 1 385 km dont 525,89 sur 39 épreuves spéciales (40 spéciales initialement prévues pour un total de 540,65 km)
- surface : terre (99%) et asphalte (1%)
- Parcours divisé en trois étapes[3]

### Première étape
- Tacoma - Shelton - Tumwater - Olympia, du 4 au 5 décembre
- distance : 538 km dont 186,79 sur 16 épreuves spéciales, dont 1 sur asphalte et 15 sur terre (17 spéciales initialement prévues pour un total de 201,55 km)

### Deuxième étape
- Olympia - Raymond - Westport, le 6 décembre
- distance : 391 km dont 142,01 sur 11 épreuves spéciales, toutes sur terre

### Troisième étape
- Westport - Raymond - Olympia, le 7 décembre
- distance : 456 km dont 197,09 sur 12 épreuves spéciales, toutes sur terre

## Les forces en présence
- Peugeot

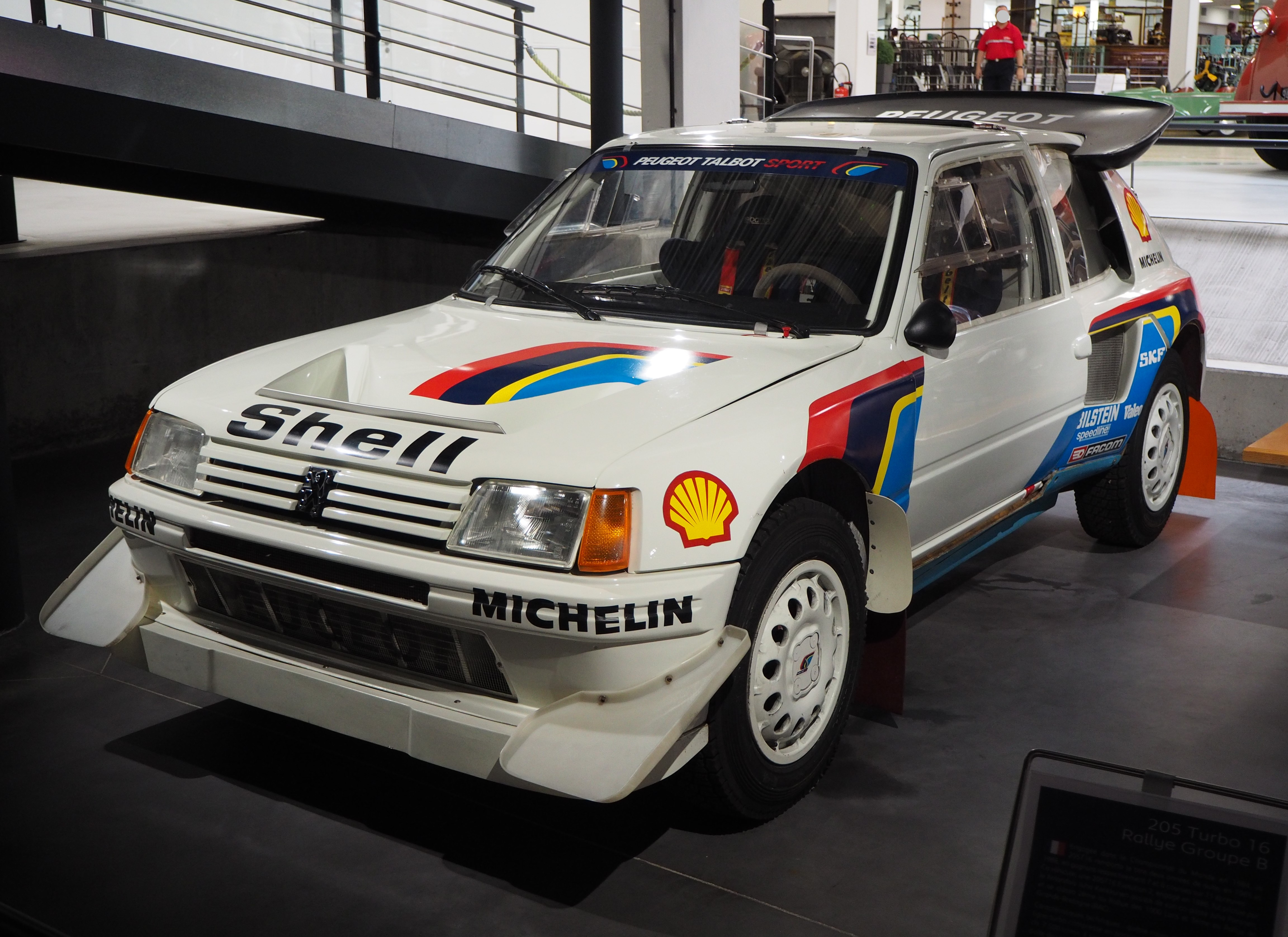
Une seule Peugeot 205 Turbo 16 a été engagée par l'usine.

Peugeot Talbot Sport engage une 205 Turbo 16 Évolution 2 groupe B à transmission intégrale pour Juha Kankkunen afin de lui permettre de défendre ses chances au championnat du monde des conducteurs. Son moteur quatre cylindres, en position centrale arrière, a une cylindrée de 1775 cm3 ; alimenté par un système d'injection électronique Bosch associé à un turbocompresseur Garrett, il délivre, avec une pression de suralimentation tarée à 3 bars, 450 chevaux à 7500 tr/min. La 205 T16 pèse 910 kg. Kankkunen utilise des pneus Michelin. Le pilote américain Jon Woodner dispose quant à lui d'une 205 T16 première version (environ 350 chevaux).
- Lancia

Tout comme Peugeot, la Scuderia Lancia n'engage qu'une seule voiture pour Markku Alén. Il dispose de son habituelle Delta S4 groupe B, à moteur central arrière et transmission intégrale. D'une cylindrée de 1759 cm3, le quatre cylindres à injection électronique Magneti Marelli est doté d'un double système de suralimentation, un compresseur volumétrique à lobes Abarth 'etant associé à un turbocompresseur KKK. La puissance maximale est de 450 chevaux à 8000 tr/min pour une pression de turbo de 2,65 bars. La Delta S4 est chaussée de pneus Pirelli et pèse 890 kg. Bénéficiant de l'assistance de l'usine, le Team Roncaglia engage une voiture identique pour Paolo Alessandrini.
- Toyota

Le Toyota Team Europe aligne trois coupés Celica Twin Cam Turbo groupe B pour Björn Waldegård, Lars-Erik Torph et Steve Millen. Ces coupés à transmission classique pèsent un peu plus d'une tonne. Leur moteur quatre cylindres de 2090 cm3, alimenté par un système d'injection électronique Nippon Denso associé à un turbocompresseur KKK, fournit 385 chevaux à 7000 tr/min. Ils sont équipés de pneus Pirelli.
- Audi

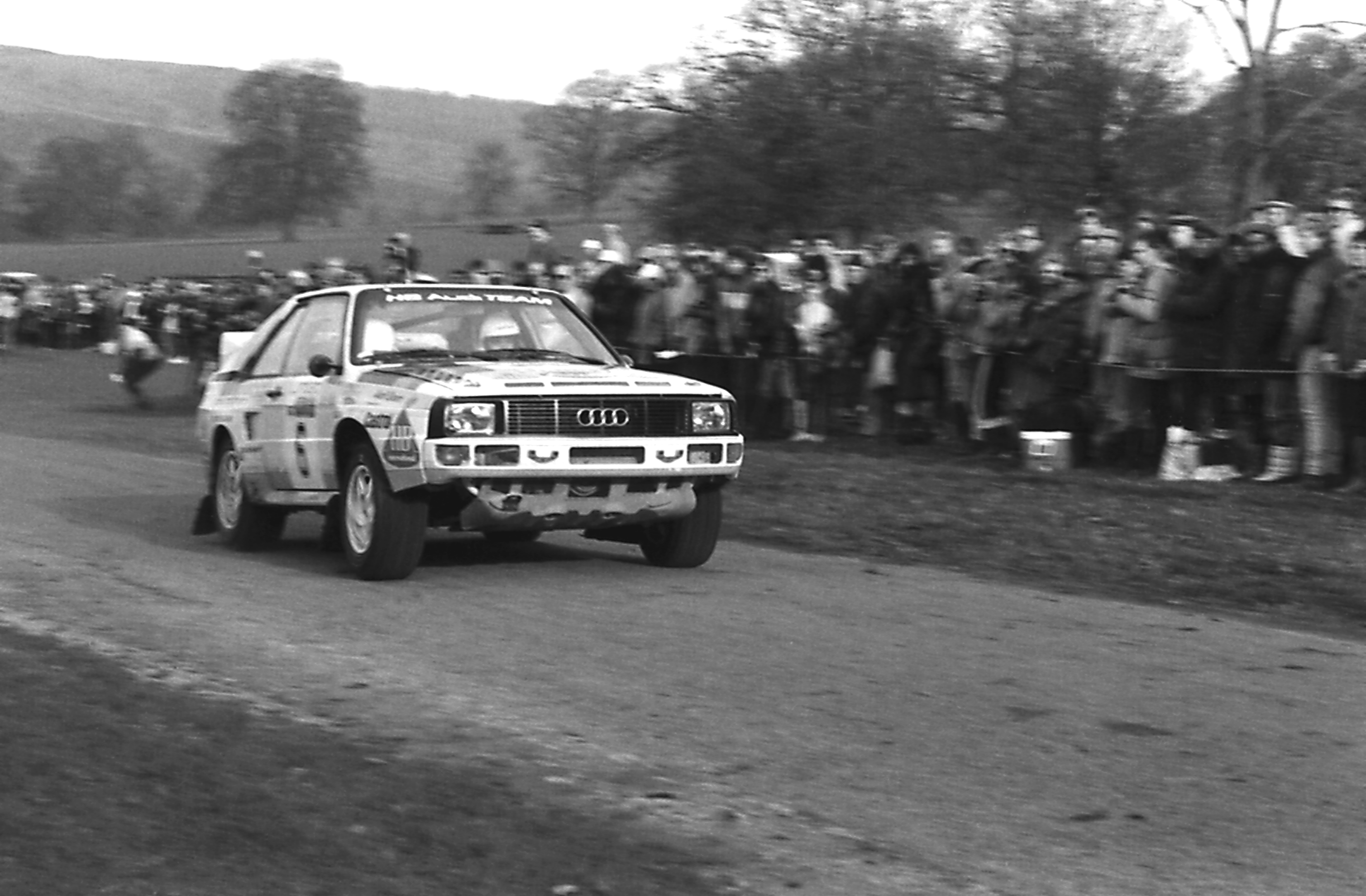
Une Audi Sport Quattro semblable à celle de John Buffum.

Multiple champion des États-Unis, John Buffum participe à son épreuve nationale sur une Sport Quattro groupe B privée. Ce coupé à moteur longitudinal avant et transmission intégrale pèse environ 1050 kg. Son cinq cylindres de 2 110 cm3 est alimenté par injection électronique Bosch et d'un turbocompresseur KKK. Sa puissance maximale est de l'ordre de 400 chevaux à 7500 tr/min. Buffum utilise des pneus Michelin. Son compatriote Paul Choiniere, qui pilote une berline 4000 Quattro (désignation américaine de la 80 Quattro), est l'un des favoris du groupe N.
- Mazda

Le pilote néo-zélandais Rod Millen a préparé deux Familia 4WD groupe A, la seconde étant aux mains de son compatriote Neill Allport. Ces petites berlines à transmission intégrale pèsent environ une tonne et sont chaussées de pneus Bridgestone. Leur moteur 1,6 litre turbo développe 220 chevaux.
- Subaru

Possum Bourne s'aligne sur Leone RX groupe A. Cette berline à transmission intégrale est dotée d'un moteur quatre cylindres à plat de 1782 cm3, suralimenté par un turbocompresseur IHI. La Subaru pèse environ une tonne et sa puissance est de l'ordre de 180 chevaux.
- Volkswagen

Le pilote canadien Walter Boyce a engagé une Golf GTI 16V groupe A, une traction motorisée par un quatre cylindres de 1781 cm3 à seize soupapes, alimenté par injection mécanique Bosch, d'une puissance de 195 chevaux à 7200 tr/min.

## Déroulement de la course

### Première étape

#### Tacoma - Tumwater
Les cinquante équipages s'élancent de Tacoma le jeudi soir, sous une pluie fine. La première épreuve chronométrée est la seule disputée sur asphalte. Markku Alén impose facilement sa Lancia et s'empare du commandement de la course, six secondes devant la Peugeot de Juha Kankkunen, ce dernier étant parti avec des pneus «terre». Dès le deuxième tronçon chronométré, Alén tombe en panne de direction assistée et ne peut empêcher Kankkunen de prendre la tête. Alors qu'il était troisième sur sa 205 T16 privée, Jon Woodner sort de la route et abandonne. Kannkkunen accentue son avance dans les tronçons suivants, la direction de la Lancia ne pouvant être remplacée avant le secteur de Eels Hill, Alén accusant alors douze secondes de retard sur son rival. Il parvient ensuite à faire jeu égal avec son compatriote, l'écart restant de l'ordre d'une dizaine de secondes en vue de Tumwater. Kankkunen s'apprête à rallier le parc fermé en tête mais une erreur des mécaniciens (la batterie habituelle, remplaçant celle plus grosse utilisée pour les redémarrages dans les régions froides et humides, ayant été mal fixée) lui fait perdre de précieuses secondes. Son copilote Juha Piironen ne peut pointer à temps au contrôle horaire suivant et l'équipage encaisse une minute de pénalisation. Kankkunen se retrouve avec une petite cinquantaine de secondes de retard au moment d'aborder la dernière épreuve nocturne. Il en perd encore deux dans celle-ci, Alén ralliant le parc fermé avec quarante-neuf secondes d'avance sur la Peugeot. Troisième sur son Audi, John Buffum est à près de deux minutes de la Lancia de tête. Il précède les trois Toyota de Lars-Erik Torph, Björn Waldegård et Steve Millen, ce dernier étant juste devant la Mazda de son frère Rod, qui mène le groupe A.
| Pos. | Pilote             | Copilote                | Voiture                     | Groupe | Temps       | Écart        |
| ---- | ------------------ | ----------------------- | --------------------------- | ------ | ----------- | ------------ |
| 1    | Markku Alén        | Ilkka Kivimäki          | Lancia Delta S4             | B      | 38 min 8 s  |              |
| 2    | Juha Kankkunen     | Juha Piironen           | Peugeot 205 Turbo 16 E2     | B      | 38 min 59 s | + 51 s       |
| 3    | John Buffum        | Neil Wilson             | Audi Sport Quattro          | B      | 40 min 04 s | + 1 min 56 s |
| 4    | Lars-Erik Torph    | Bo Thorszelius          | Toyota Celica Twincam Turbo | B      | 41 min 01 s | + 2 min 53 s |
| 5    | Björn Waldegård    | Fred Gallagher          | Toyota Celica Twincam Turbo | B      | 41 min 32 s | + 3 min 24 s |
| 6    | Steve Millen       | Hans Thorszelius        | Toyota Celica Twincam Turbo | B      | 43 min 09 s | + 5 min 01 s |
| 7    | Rod Millen         | John Bellefleur         | Mazda Familia 4WD           | A      | 43 min 35 s | + 5 min 27 s |
| 8    | Paolo Alessandrini | Alessandro Alessandrini | Lancia Delta S4             | B      | 43 min 34 s | + 6 min 26 s |
| 9    | Dough E. Shepherd  | Virginia Reese          | Toyota Corolla GT           | A      | 46 min 37 s | + 9 min 29 s |
| 10   | Clive Smith        | Harry Ward              | Toyota Corolla GT           | A      | 46 min 38 s | + 9 min 30 s |

#### Tumwater - Olympia
Les concurrents repartent de Tumwater le vendredi matin, après sept heures de repos. Kankkunen attaque au maximum et grignote peu à peu son retard sur Alén. Il parvient à revenir à seulement quinze secondes de son adversaire avant que celui-ci ne réagisse et hausse le rythme, se montrant le plus rapide dans les deux dernières épreuves spéciales de la journée pour rallier Olympia avec vingt-six secondes d'avance sur la Peugeot. Derrière les deux favoris, Bossum est toujours troisième devant les trois Toyota, alors que la Lancia de Paolo Alessandrini est maintenant septième, le pilote italien ayant dépassé la Mazda d'Allport.

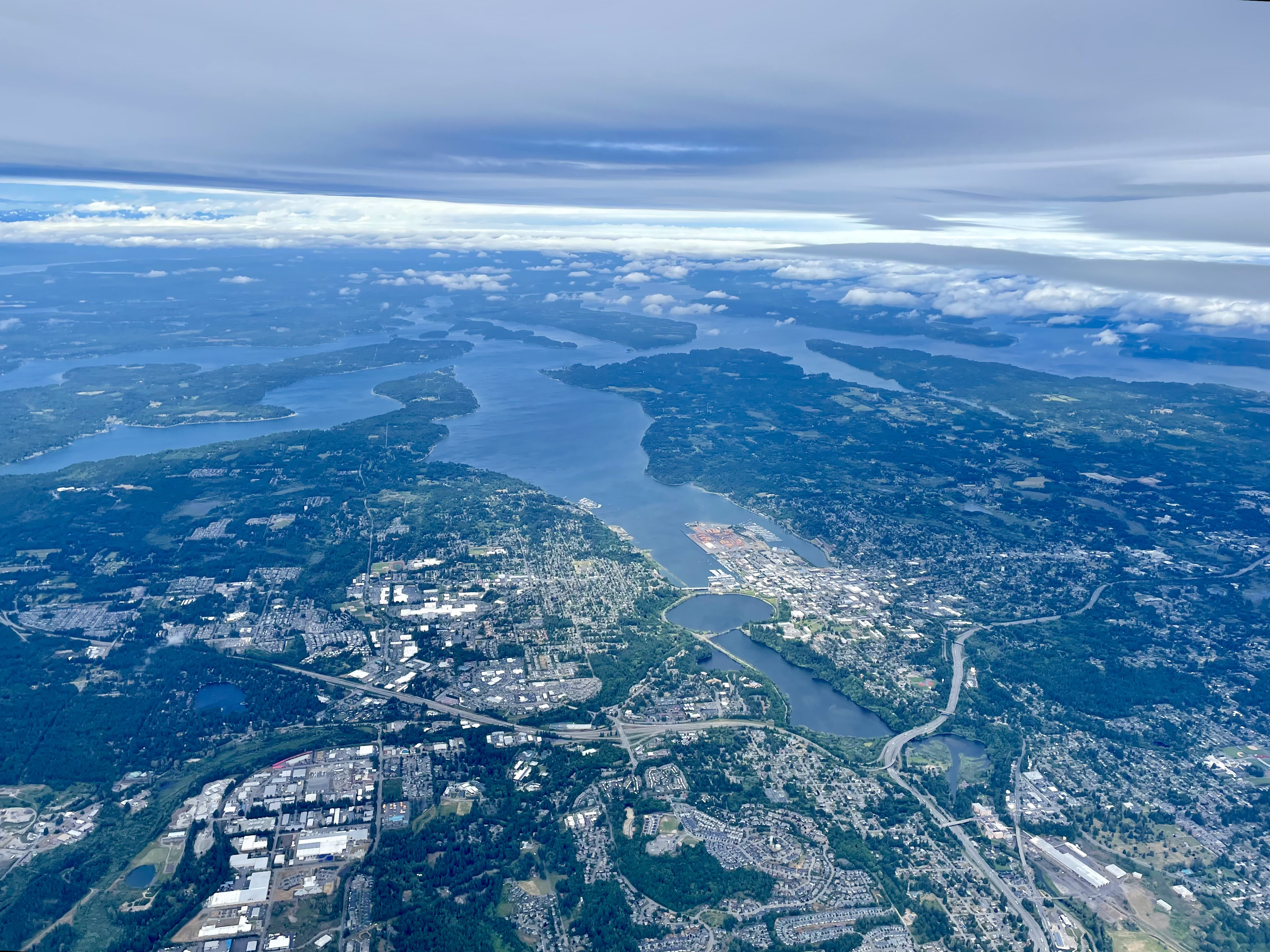
Olympia, terme de la première étape.

| Pos. | Pilote             | Copilote                | Voiture                     | Groupe | Temps           | Écart         |
| ---- | ------------------ | ----------------------- | --------------------------- | ------ | --------------- | ------------- |
| 1    | Markku Alén        | Ilkka Kivimäki          | Lancia Delta S4             | B      | 1 h 49 min 15 s |               |
| 2    | Juha Kankkunen     | Juha Piironen           | Peugeot 205 Turbo 16 E2     | B      | 1 h 49 min 41 s | + 26 s        |
| 3    | John Buffum        | Neil Wilson             | Audi Sport Quattro          | B      | 1 h 54 min 56 s | + 5 min 41 s  |
| 4    | Lars-Erik Torph    | Bo Thorszelius          | Toyota Celica Twincam Turbo | B      | 1 h 57 min 30 s | + 8 min 15 s  |
| 5    | Björn Waldegård    | Fred Gallagher          | Toyota Celica Twincam Turbo | B      | 1 h 58 min 49 s | + 9 min 34 s  |
| 6    | Steve Millen       | Hans Thorszelius        | Toyota Celica Twincam Turbo | B      | 2 h 03 min 17 s | + 14 min 02 s |
| 7    | Paolo Alessandrini | Alessandro Alessandrini | Lancia Delta S4             | B      | 2 h 04 min 35 s | + 15 min 20 s |
| 8    | Rod Millen         | John Bellefleur         | Mazda Familia 4WD           | A      | 2 h 07 min 46 s | + 18 min 31 s |
| 9    | Clive Smith        | Harry Ward              | Toyota Corolla GT           | A      | 2 h 08 min 02 s | + 18 min 47 s |
| 10   | Neil Allport       | Rodger Freeth           | Mazda Familia 4WD           | A      | 2 h 12 min 03 s | + 22 min 48 s |
| 11   | Possum Bourne      | Jim Scott               | Subaru RX Turbo             | A      | 2 h 16 min 41 s | + 27 min 26 s |
| 12   | Paul Choiniere     | Tom Grimshaw            | Audi 4000 S Quattro         | N      | 2 h 18 min 08 s | + 28 min 53 s |

### Deuxième étape
Le départ de la deuxième étape a lieu le samedi matin, à huit heures. Le temps est sec mais il règne un froid glacial. La première épreuve spéciale se déroule dans le brouillard et dans ces conditions Kankkunen va perdre une quinzaine de secondes sur Alén. Steve Millen sort de la route et doit abandonner. Une crevaison du pilote Lancia dans le secteur suivant permet à Kankkunen de se rapprocher à une demi-minute de son rival, les deux hommes faisant ensuite pratiquement jeu égal au cours de la matinée. En début d'après-midi, Alén hausse le rythme et accroit progressivement son avance. À l'issue du secteur de Smith Creek, son adversaire se trouve relégué à près d'une minute. Kankkunen ne baisse cependant pas les bras mais une crevaison dans l'épreuve suivante lui coûte plus de quarante secondes. Alén lâche ensuite quelques secondes mais rallie cependant Westport avec plus d'une minute et demie d'avance sur son rival. Les autres sont très loin, Buffum, confortable troisième malgré un tête-à-queue en début de matinée, étant à plus de dix minutes du leader. Il précède toujours les deux Toyota de Torph et Waldegård et la Lancia d'Alessandrini. Septième devant son coéquipier Neil Allport, Rod Millen reste largement en tête du groupe A.
| Pos. | Pilote             | Copilote                | Voiture                     | Groupe | Temps           | Écart         |
| ---- | ------------------ | ----------------------- | --------------------------- | ------ | --------------- | ------------- |
| 1    | Markku Alén        | Ilkka Kivimäki          | Lancia Delta S4             | B      | 3 h 20 min 41 s |               |
| 2    | Juha Kankkunen     | Juha Piironen           | Peugeot 205 Turbo 16 E2     | B      | 3 h 22 min 13 s | + 1 min 32 s  |
| 3    | John Buffum        | Neil Wilson             | Audi Sport Quattro          | B      | 3 h 31 min 30 s | + 10 min 49 s |
| 4    | Lars-Erik Torph    | Bo Thorszelius          | Toyota Celica Twincam Turbo | B      | 3 h 37 min 13 s | + 16 min 32 s |
| 5    | Björn Waldegård    | Fred Gallagher          | Toyota Celica Twincam Turbo | B      | 3 h 40 min 28 s | + 19 min 47 s |
| 6    | Paolo Alessandrini | Alessandro Alessandrini | Lancia Delta S4             | B      | 3 h 45 min 09 s | + 25 min 28 s |
| 7    | Rod Millen         | John Bellefleur         | Mazda Familia 4WD           | A      | 3 h 50 min 30 s | + 29 min 49 s |
| 8    | Neil Allport       | Rodger Freeth           | Mazda Familia 4WD           | A      | 3 h 58 min 15 s | + 37 min 34 s |
| 9    | Clive Smith        | Harry Ward              | Toyota Corolla GT           | A      | 4 h 00 min 02 s | + 39 min 21 s |
| 10   | Possum Bourne      | Jim Scott               | Subaru RX Turbo             | A      | 4 h 00 min 24 s | + 39 min 43 s |
| 11   | Paul Choiniere     | Tom Grimshaw            | Audi 4000 S Quattro         | N      | 4 h 09 min 53 s | + 49 min 12 s |
| 12   | Walter Boyce       | Martin Headland         | Volkswagen Golf GTI 16V     | A      | 4 h 14 min 07 s | + 53 min 26 s |

### Troisième étape
Les équipages restant en lice s'élancent de Westport le dimanche matin, avant l'aube. Dans la première épreuve spéciale, le brouillard est très épais et la visibilité réduite à vingt mètres. Kankkunen va effectuer un tête-à-queue qui ne lui coûte que quelques secondes, tandis qu'Alén visite à plusieurs reprises les bas-côtés. Il perd une partie de son avance, Kankkunen revenant à moins d'une minute de son rival. Les deux hommes font jeu égal dans les trois secteurs suivants, Kankkunen, ne pouvant revenir à la régulière sur la Lancia de tête, préférant ensuite assurer sa deuxième place, suffisante pour lui valoir le titre mondial dans l'hypothèse plus que probable d'annulation des résultats du rallye Sanremo par le comité exécutif de la FIA. La course se termine sans changement notable, Alén remportant sa deuxième victoire de la saison avec plus d'une minute d'avance sur Kankkunen et plus de vingt sur Buffum. Les Toyota de Torph et Waldegård (qui a rencontré des problèmes d'allumage tout au long de la course) terminent aux quatrième et cinquième rangs, devant la Lancia d'Alessandrini et la Mazda de Millen, qui remporte le groupe A. Ayant heurté une souche après être sorti de la route, Allport a rétrogradé à la onzième place, juste derrière l'Audi de Paul Choiniere, qui s'impose en groupe N. vingt-sept voitures ont atteint l'arrivée.

### Classements intermédiaires
Classements intermédiaires des pilotes après chaque épreuve spéciale

### Classement général

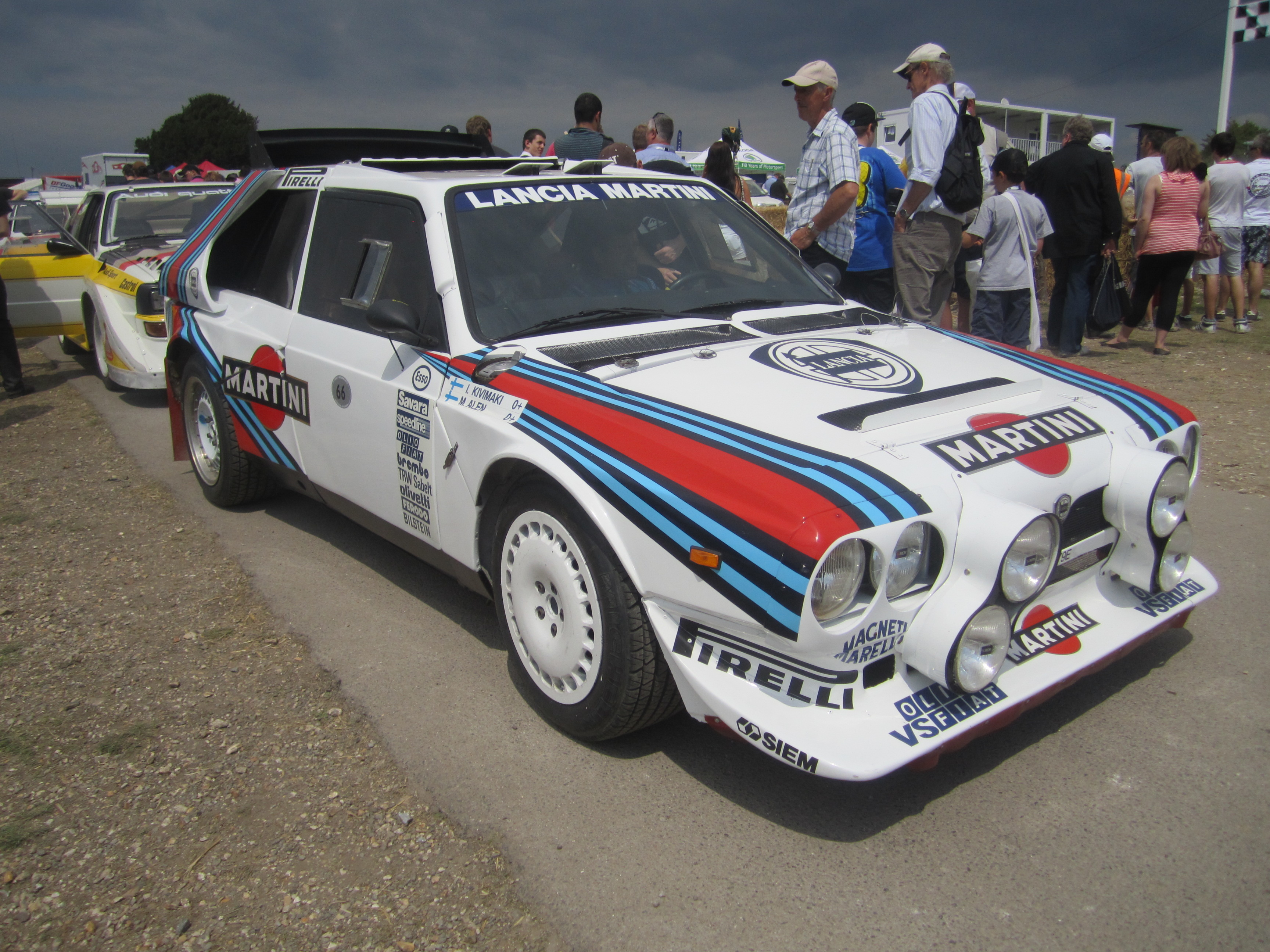
La Lancia Delta S4 de Markku Alén, vainqueur de la dernière épreuve de la saison.

| Pos | No | Pilote             | Copilote                | Voiture                     | Temps           | Écart             | Groupe |
| --- | -- | ------------------ | ----------------------- | --------------------------- | --------------- | ----------------- | ------ |
| 1   | 2  | Markku Alén        | Ilkka Kivimäki          | Lancia Delta S4             | 5 h 28 min 10 s |                   | B      |
| 2   | 1  | Juha Kankkunen     | Juha Piironen           | Peugeot 205 Turbo 16 E2     | 5 h 29 min 36 s | + 1 min 26 s      | B      |
| 3   | 5  | John Buffum        | Neil Wilson             | Audi Sport Quattro          | 5 h 50 min 24 s | + 22 min 14 s     | B      |
| 4   | 4  | Lars-Erik Torph    | Bo Thorszelius          | Toyota Celica Twincam Turbo | 5 h 56 min 29 s | + 28 min 19 s     | B      |
| 5   | 3  | Björn Waldegård    | Fred Gallagher          | Toyota Celica Twincam Turbo | 5 h 58 min 32 s | + 30 min 22 s     | B      |
| 6   | 11 | Paolo Alessandrini | Alessandro Alessandrini | Lancia Delta S4             | 6 h 01 min 55 s | + 33 min 45 s     | B      |
| 7   | 8  | Rod Millen         | John Bellefleur         | Mazda Familia 4WD           | 6 h 12 min 56 s | + 44 min 46 s     | A      |
| 8   | 10 | Possum Bourne      | Jim Scott               | Subaru RX Turbo             | 6 h 20 min 27 s | + 52 min 17 s     | A      |
| 9   | 16 | Clive Smith        | Harry Ward              | Toyota Corolla GT           | 6 h 32 min 13 s | + 1 h 04 min 03 s | A      |
| 10  | 47 | Paul Choiniere     | Tom Grimshaw            | Audi 4000 S Quattro         | 6 h 45 min 28 s | + 1 h 17 min 18 s | N      |

### Équipages de tête
- ES1 :  Markku Alén -  Ilkka Kivimäki (Lancia Delta S4)
- ES2 à ES6 :  Juha Kankkunen -  Juha Piironen (Peugeot 205 Turbo 16 E2)
- ES7 à ES40 :  Markku Alén -  Ilkka Kivimäki (Lancia Delta S4)

### Vainqueurs d'épreuves spéciales
- Markku Alén -  Ilkka Kivimäki (Lancia Delta S4) : 23 spéciales (ES 1, 5, 7, 10, 16 à 18, 20 à 26, 28, 30 à 32, 34, 36, 37, 39, 40)
- Juha Kankkunen -  Juha Piironen (Peugeot 205 Turbo 16 E2) : 20 spéciales (ES 2 à 4, 8, 9, 11 à 15, 19, 20, 27, 29 à 33, 35, 38)

## Résultats des principaux engagés
| No | Pilote             | Copilote                | Voiture                     | Groupe | Classement général                           | Class. groupe |
| -- | ------------------ | ----------------------- | --------------------------- | ------ | -------------------------------------------- | ------------- |
| 1  | Juha Kankkunen     | Juha Piironen           | Peugeot 205 Turbo 16 E2     | B      | 2e à 1 min 26 s                              | 2e            |
| 2  | Markku Alén        | Ilkka Kivimäki          | Lancia Delta S4             | B      | 1er                                          | 1er           |
| 3  | Björn Waldegård    | Fred Gallagher          | Toyota Celica Twincam Turbo | B      | 5e à 30 min 22 s                             | 5e            |
| 4  | Lars-Erik Torph    | Bo Thorszelius          | Toyota Celica Twincam Turbo | B      | 4e à 28 min 19 s                             | 4e            |
| 5  | John Buffum        | Neil Wilson             | Audi Sport Quattro          | B      | 3e à 22 min 14 s                             | 3e            |
| 7  | Jon Woodner        | Tony Sircombe           | Peugeot 205 Turbo 16        | B      | ab. dans la 2e spéciale (sortie de route)    | -             |
| 8  | Rod Millen         | John Bellefleur         | Mazda Familia 4WD           | A      | 7e à 44 min 46 s                             | 1er           |
| 9  | Neil Allport       | Rodger Freeth           | Mazda Familia 4WD           | A      | 11e à 1 h 19 min 34 s                        | 4e            |
| 10 | Possum Bourne      | Jim Scott               | Subaru RX Turbo             | A      | 8e à 52 min 17 s                             | 2e            |
| 11 | Paolo Alessandrini | Alessandro Alessandrini | Lancia Delta S4             | B      | 6e à 33 min 45 s                             | 6e            |
| 12 | Steve Millen       | Hans Thorszelius        | Toyota Celica Twincam Turbo | B      | ab. dans la 18e spéciale (sortie de route)   | -             |
| 14 | Dough E. Shepherd  | Virginia Reese          | Toyota Corolla GT           | A      | ab. dans la 10e spéciale (demi-arbre)        | -             |
| 15 | Chad DiMarco       | Kevin Gormley           | Subaru RX Turbo             | A      | ab. dans la 10e spéciale (boîte de vitesses) | -             |
| 16 | Clive Smith        | Harry Ward              | Toyota Corolla GT           | A      | 9e à 1 h 04 min 03 s                         | 3e            |
| 20 | Walter Boyce       | Martin Headland         | Volkswagen Golf GTI 16V     | A      | ab. après la 28e spéciale (exclusion)        | -             |
| 24 | Alan Carter        | Ty Holmqvist            | Subaru RX Turbo             | A      | 12e à 1 h 21 min 00 s                        | 5e            |
| 47 | Paul Choiniere     | Tom Grimshaw            | Audi 4000 S Quattro         | N      | 10e à 1 h 17 min 18 s                        | 1er           |

## Classement du championnat des conducteurs à l'issue de la course
- Note : Le classement affiché est celui publié à l'arrivée du Rallye Olympus, sous réserve de validation des résultats du Rallye Sanremo, après l'appel déposé par Peugeot à la suite de l'exclusion des voitures engagées par le constructeur français au cours de cette épreuve[Note 2].
- Attribution des points : 20, 15, 12, 10, 8, 6, 4, 3, 2, 1 respectivement aux dix premiers de chaque épreuve.
- Seuls les sept meilleurs résultats (sur treize épreuves) sont retenus pour le décompte final des points. Markku Alén doit donc décompter les douze points marqués en Finlande et Juha Kankkunen les huit acquis au Safari.

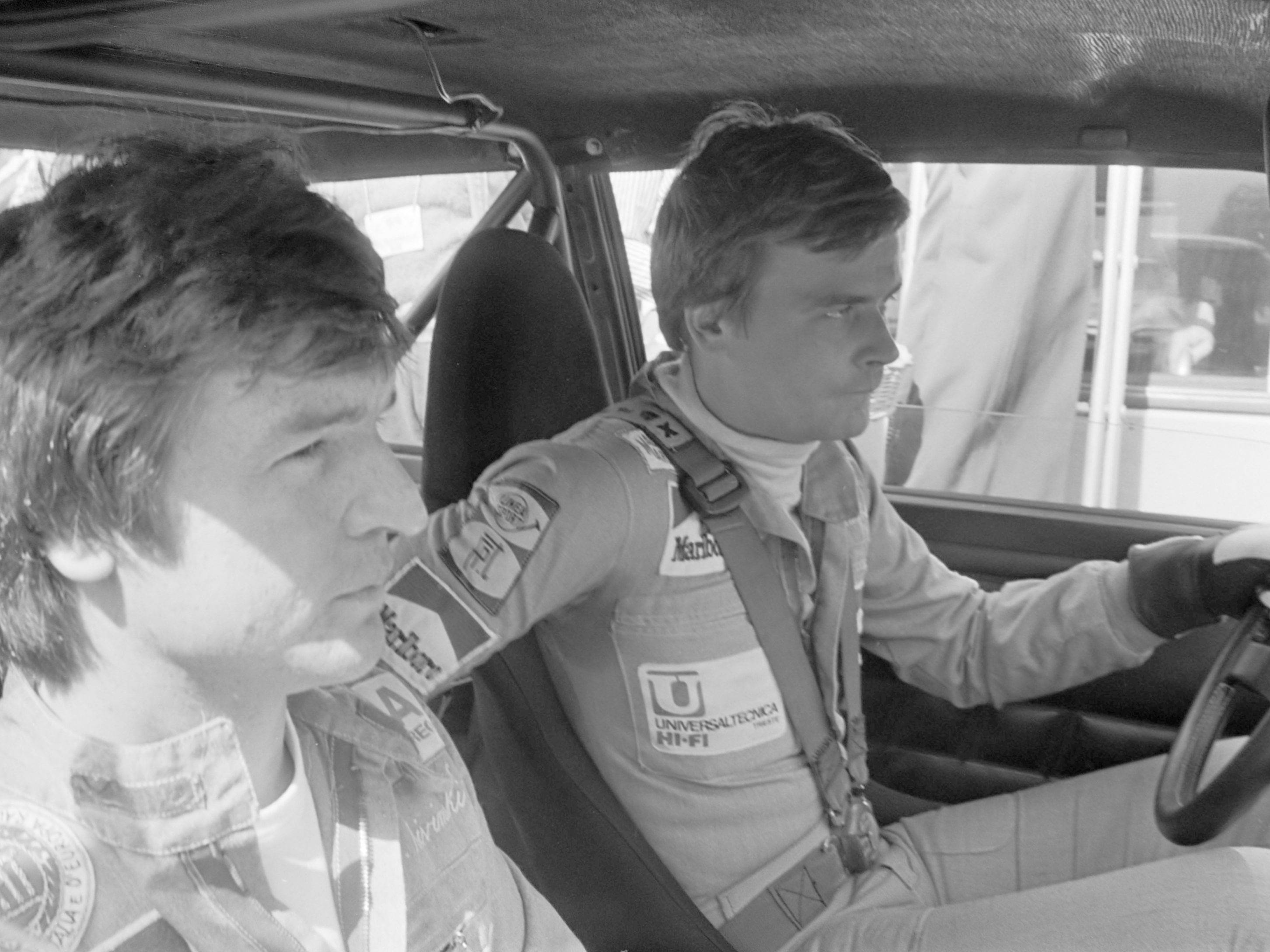
Déclaré champion du monde à l'issue du Rallye Olympus, Markku Alén (vu ici avec son copilote Ilkka Kivimäki en 1976) sera dépossédé de son titre onze jours plus tard, après annulation des résultats du Rallye Sanremo par le Comité Exécutif de la FISA.

| Pos. | Pilote             | Marque         | Points    | M-C | SUE | POR | SAF | COR | ACR | NZ  | ARG | FIN  | CIV | SAN | RAC | USA |
| ---- | ------------------ | -------------- | --------- | --- | --- | --- | --- | --- | --- | --- | --- | ---- | --- | --- | --- | --- |
| 1    | Markku Alén        | Lancia         | 112 (124) | -   | 15  | -   | 12  | -   | -   | 15  | 15  | (12) | -   | 20  | 15  | 20  |
| 2    | Juha Kankkunen     | Peugeot        | 110 (118) | 8   | 20  | -   | (8) | -   | 20  | 20  | -   | 15   | -   | -   | 12  | 15  |
| 3    | Timo Salonen       | Peugeot        | 63        | 15  | -   | -   | -   | -   | -   | 8   | -   | 20   | -   | -   | 20  | -   |
| 4    | Massimo Biasion    | Lancia         | 59        | -   | -   | -   | -   | -   | 15  | 12  | 20  | -    | -   | 12  | -   | -   |
| 5    | Björn Waldegård    | Toyota         | 48        | -   | -   | -   | 20  | -   | -   | -   | -   | -    | 20  | -   | -   | 8   |
| 6    | Lars-Erik Torph    | Toyota         | 40        | -   | -   | -   | 15  | -   | -   | -   | -   | -    | 15  | -   | -   | 10  |
| 7    | Bruno Saby         | Peugeot        | 38        | 6   | -   | -   | -   | 20  | 12  | -   | -   | -    | -   | -   | -   | -   |
| 8    | Kenneth Eriksson   | Volkswagen     | 33        | 2   | 4   | -   | -   | 3   | 4   | 4   | 8   | -    | -   | 8   | -   | -   |
| 9    | Mikael Ericsson    | Audi & Lancia¹ | 28        | -   | 10  | -   | -   | -   | -   | 10¹ | -   | 8¹   | -   | -   | -   | -   |
| 10   | Kalle Grundel      | Ford & Lancia¹ | 26        | -   | 12  | -   | -   | -   | -   | -   | -   | 6¹   | -   | -   | 8   | -   |
| 11   | Stig Blomqvist     | Peugeot        | 22        | -   | -   | -   | -   | -   | -   | -   | 12  | 10   | -   | -   | -   | -   |
| 11=  | Erwin Weber        | Toyota         | 22        | -   | -   | -   | 10  | -   | -   | -   | -   | -    | 12  | -   | -   | -   |
| 13   | Henri Toivonen     | Lancia         | 20        | 20  | -   | -   | -   | -   | -   | -   | -   | -    | -   | -   | -   | -   |
| 13=  | Joaquim Moutinho   | Renault        | 20        | -   | -   | 20  | -   | -   | -   | -   | -   | -    | -   | -   | -   | -   |
| 15   | Rudolf Stohl       | Audi           | 16        | -   | -   | -   | -   | -   | 6   | -   | 6   | -    | 4   | -   | -   | -   |
| 16   | Carlos Bica        | Lancia         | 15        | -   | -   | 15  | -   | -   | -   | -   | -   | -    | -   | -   | -   | -   |
| 16=  | François Chatriot  | Renault        | 15        | -   | -   | -   | -   | 15  | -   | -   | -   | -    | -   | -   | -   | -   |
| 16=  | Dario Cerrato      | Lancia         | 15        | -   | -   | -   | -   | -   | -   | -   | -   | -    | -   | 15  | -   | -   |
| 19   | Hannu Mikkola      | Audi           | 12        | 12  | -   | -   | -   | -   | -   | -   | -   | -    | -   | -   | -   | -   |
| 19=  | Giovanni del Zoppo | Fiat           | 12        | -   | -   | 12  | -   | -   | -   | -   | -   | -    | -   | -   | -   | -   |
| 19=  | Yves Loubet        | Alfa Romeo     | 12        | -   | -   | -   | -   | 12  | -   | -   | -   | -    | -   | -   | -   | -   |
| 19=  | John Buffum        | Audi           | 12        | -   | -   | -   | -   | -   | -   | -   | -   | -    | -   | -   | -   | 12  |
| 22   | Malcolm Wilson     | MG             | 11        | -   | -   | -   | -   | -   | -   | -   | -   | 1    | -   | 10  | -   | -   |
| 22=  | «Tchine»           | Opel           | 11        | -   | -   | 8   | -   | -   | -   | -   | -   | -    | -   | 3   | -   | -   |
| 24   | Walter Röhrl       | Audi           | 10        | 10  | -   | -   | -   | -   | -   | -   | -   | -    | -   | -   | -   | -   |
| 24=  | Jorge Ortigão      | Toyota         | 10        | -   | -   | 10  | -   | -   | -   | -   | -   | -    | -   | -   | -   | -   |
| 24=  | Jean Ragnotti      | Renault        | 10        | -   | -   | -   | -   | 10  | -   | -   | -   | -    | -   | -   | -   | -   |
| 24=  | Saeed Al-Hajri     | Porsche        | 10        | -   | -   | -   | -   | -   | 10  | -   | -   | -    | -   | -   | -   | -   |
| 24=  | Jorge Recalde      | Lancia         | 10        | -   | -   | -   | -   | -   | -   | -   | 10  | -    | -   | -   | -   | -   |
| 24=  | Robin Ulyate       | Toyota         | 10        | -   | -   | -   | -   | -   | -   | -   | -   | -    | 10  | -   | -   | -   |
| 24=  | Mikael Sundström   | Peugeot        | 10        | -   | -   | -   | -   | -   | -   | -   | -   | -    | -   | -   | 10  | -   |

## Comité exécutif extraordinaire de la FISA en date du 18 décembre
À la suite de l'appel déposé par Peugeot lors du dernier Rallye Sanremo, la Fédération internationale du sport automobile (FISA) a convoqué un comité exécutif extraordinaire le 18 décembre 1986. Jugeant illégale l'exclusion de ses voitures au départ de la quatrième étape de la manche italienne du championnat, le constructeur français réclame soit un classement arrêté à l'issue de la troisième étape, soit l'annulation des résultats de cette épreuve. À l'issue de cette réunion, décision a été prise de ne pas prendre en compte les résultats de cette manche ni pour le championnat du monde (constructeurs et conducteurs), ni pour le championnat national italien. L'appel aussitôt déposé par la Scuderia Lancia contre cette décision restera sans suite. Le classement du championnat du monde des constructeurs 1986 est établi sur la base de dix épreuves au lieu des onze disputées (avec retenue des sept meilleurs résultats), celui des conducteurs sur la base de douze épreuves au lieu des treize disputées (avec retenue des huit meilleurs résultats et non plus sept). L'effet a peu d'impact sur le championnat des constructeurs (Peugeot était déjà assuré du titre quelle que soit la conclusion), mais en revanche le titre de champion du monde passe des épaules de Markku Alén (privé des vingt points de la victoires au SanRemo) à celles de Juha Kankkunen.

## Classements finaux des championnats du monde après décision du comité exécutif de la FISA

### Constructeurs
- Attribution des points : 12, 10, 8, 7, 6, 5, 4, 3, 2, 1 respectivement aux dix premières marques de chaque épreuve, additionnés de 8, 7, 6, 5, 4, 3, 2, 1 respectivement aux huit premières de chaque groupe (seule la voiture la mieux classée de chaque constructeur marque des points). Les points de groupe ne sont attribués qu'aux concurrents déclarés officiellement par le constructeur et ayant terminé dans les dix premiers au classement général.
- Seuls les sept meilleurs résultats (sur dix épreuves) sont retenus pour le décompte final des points. Peugeot doit donc décompter les dix points marqués au Safari et Lancia les quatorze points marqués en Finlande[2].
- L'impact de l'annulation des résultats du Rallye Sanremo fait rétrograder Austin Rover de la cinquième à la neuvième place, derrière Ford, Toyota, Renault et Subaru.

| Pos. | Marque       | Points    | M-C  | SUE  | POR | SAF   | COR  | ACR  | NZ   | ARG   | FIN   | RAC  |
| ---- | ------------ | --------- | ---- | ---- | --- | ----- | ---- | ---- | ---- | ----- | ----- | ---- |
| 1    | Peugeot      | 137 (161) | 10+7 | 12+8 | -   | (6+4) | 12+8 | 12+8 | 12+8 | (8+6) | 12+8  | 12+8 |
| 2    | Lancia       | 122 (136) | 12+8 | 10+7 | -   | 8+6   | -    | 10+7 | 10+7 | 12+8  | (8+6) | 10+7 |
| 3    | Volkswagen   | 65        | 2+7  | 4+6  | -   | -     | 3+6  | 4+7  | 4+8  | 6+8   | -     | -    |
| 4    | Audi         | 29        | 8+6  | 7+8  | -   | -     | -    | -    | -    | -     | -     | -    |
| 5    | Ford         | 24        | -    | 8+6  | -   | -     | -    | -    | -    | -     | -     | 6+4  |
| 6    | Toyota       | 20        | -    | -    | -   | 12+8  | -    | -    | -    | -     | -     | -    |
| 7    | Renault      | 14        | -    | -    | -   | -     | 7+7  | -    | -    | -     | -     | -    |
| 8    | Subaru       | 13        | -    | -    | -   | 5+8   | -    | -    | -    | -     | -     | -    |
| 9    | Austin Rover | 12        | -    | -    | -   | -     | -    | -    | -    | -     | 4+2   | 5+3  |
| 10   | Citroën      | 10        | -    | 5+5  | -   | -     | -    | -    | -    | -     | -     | -    |
| 11   | Mazda        | 9         | -    | -    | -   | -     | -    | -    | -    | -     | -     | 1+8  |
| 12   | Opel         | 5         | -    | -    | -   | -     | -    | -    | -    | 1+4   | -     | -    |

### Pilotes
- Attribution des points : 20, 15, 12, 10, 8, 6, 4, 3, 2, 1 respectivement aux dix premiers de chaque épreuve.
- Les huit meilleurs résultats (sur douze épreuves) sont finalement retenus pour le décompte final des points. Aucun pilote ne doit déduire de résultat.
- L'impact de l'annulation des résultats du Rallye Sanremo fait perdre le titre mondial à Markku Alén (vainqueur de cette manche), qui rétrograde à la deuxième place derrière Juha Kankkunen. Björn Waldegård accède au quatrième rang, gagnant une place au détriment de Massimo Biasion qui avait terminé troisième de l'épreuve italienne.

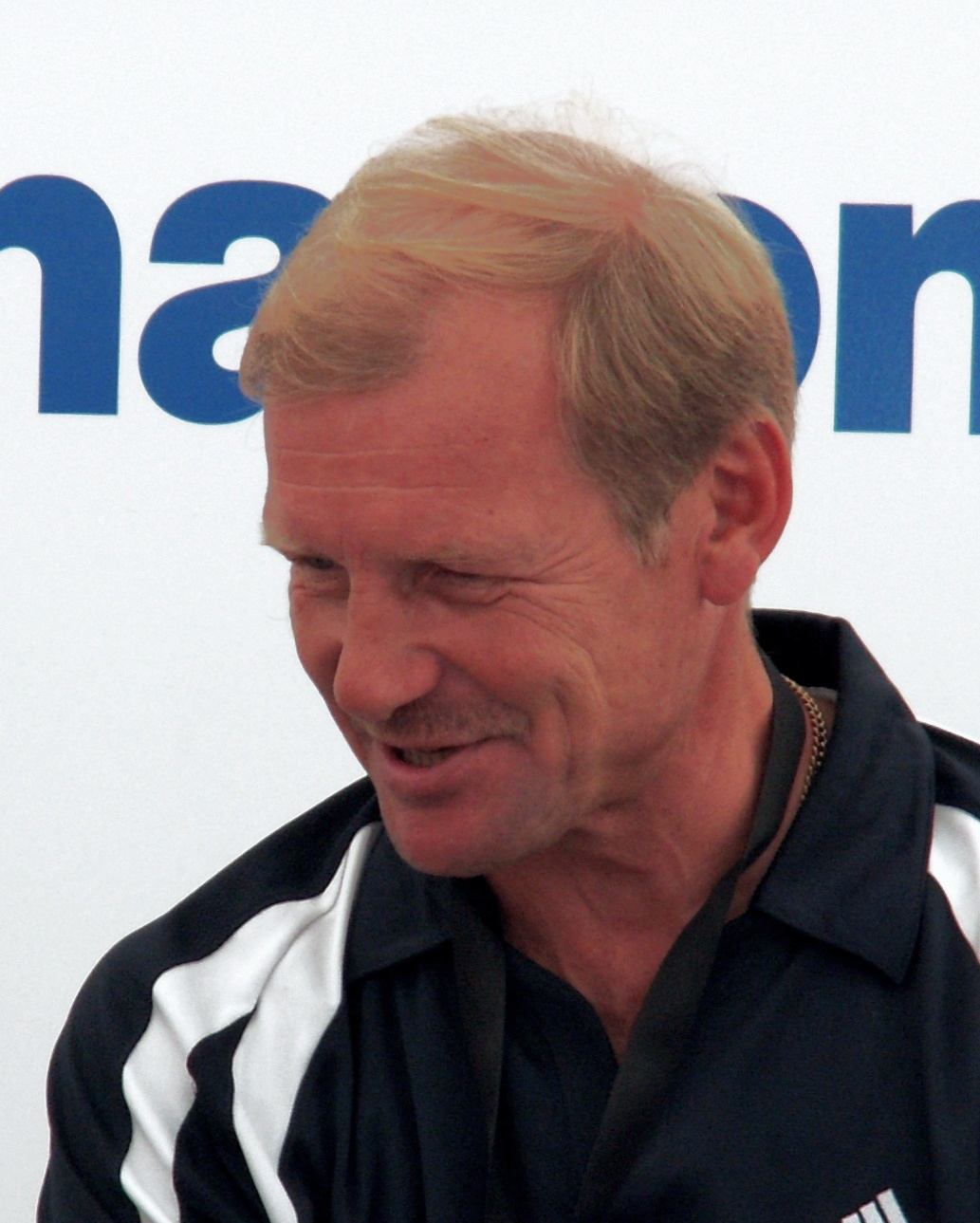
Après annulation des résultats du Rallye Sanremo, Juha Kankkunen (vu ici en 2006) obtient son premier titre de champion du monde.

| Pos. | Pilote             | Marque         | Points | M-C | SUE | POR | SAF | COR | ACR | NZ  | ARG | FIN  | CIV | RAC | USA |
| ---- | ------------------ | -------------- | ------ | --- | --- | --- | --- | --- | --- | --- | --- | ---- | --- | --- | --- |
| 1    | Juha Kankkunen     | Peugeot        | 118    | 8   | 20  | -   | (8) | -   | 20  | 20  | -   | 15   | -   | 12  | 15  |
| 2    | Markku Alén        | Lancia         | 104    | -   | 15  | -   | 12  | -   | -   | 15  | 15  | (12) | -   | 15  | 20  |
| 3    | Timo Salonen       | Peugeot        | 63     | 15  | -   | -   | -   | -   | -   | 8   | -   | 20   | -   | 20  | -   |
| 4    | Björn Waldegård    | Toyota         | 48     | -   | -   | -   | 20  | -   | -   | -   | -   | -    | 20  | -   | 8   |
| 5    | Massimo Biasion    | Lancia         | 47     | -   | -   | -   | -   | -   | 15  | 12  | 20  | -    | -   | -   | -   |
| 6    | Lars-Erik Torph    | Toyota         | 40     | -   | -   | -   | 15  | -   | -   | -   | -   | -    | 15  | -   | 10  |
| 7    | Bruno Saby         | Peugeot        | 38     | 6   | -   | -   | -   | 20  | 12  | -   | -   | -    | -   | -   | -   |
| 8    | Mikael Ericsson    | Audi & Lancia¹ | 28     | -   | 10  | -   | -   | -   | -   | 10¹ | -   | 8¹   | -   | -   | -   |
| 9    | Kalle Grundel      | Ford & Lancia¹ | 26     | -   | 12  | -   | -   | -   | -   | -   | -   | 6¹   | -   | 8   | -   |
| 10   | Kenneth Eriksson   | Volkswagen     | 25     | 2   | 4   | -   | -   | 3   | 4   | 4   | 8   | -    | -   | -   | -   |
| 11   | Stig Blomqvist     | Peugeot        | 22     | -   | -   | -   | -   | -   | -   | -   | 12  | 10   | -   | -   | -   |
| 11=  | Erwin Weber        | Toyota         | 22     | -   | -   | -   | 10  | -   | -   | -   | -   | -    | 12  | -   | -   |
| 13   | Henri Toivonen     | Lancia         | 20     | 20  | -   | -   | -   | -   | -   | -   | -   | -    | -   | -   | -   |
| 13=  | Joaquim Moutinho   | Renault        | 20     | -   | -   | 20  | -   | -   | -   | -   | -   | -    | -   | -   | -   |
| 15   | Rudolf Stohl       | Audi           | 16     | -   | -   | -   | -   | -   | 6   | -   | 6   | -    | 4   | -   | -   |
| 16   | Carlos Bica        | Lancia         | 15     | -   | -   | 15  | -   | -   | -   | -   | -   | -    | -   | -   | -   |
| 16=  | François Chatriot  | Renault        | 15     | -   | -   | -   | -   | 15  | -   | -   | -   | -    | -   | -   | -   |
| 18   | Hannu Mikkola      | Audi           | 12     | 12  | -   | -   | -   | -   | -   | -   | -   | -    | -   | -   | -   |
| 18=  | Giovanni del Zoppo | Fiat           | 12     | -   | -   | 12  | -   | -   | -   | -   | -   | -    | -   | -   | -   |
| 18=  | Yves Loubet        | Alfa Romeo     | 12     | -   | -   | -   | -   | 12  | -   | -   | -   | -    | -   | -   | -   |
| 18=  | John Buffum        | Audi           | 12     | -   | -   | -   | -   | -   | -   | -   | -   | -    | -   | -   | 12  |
| 22   | Walter Röhrl       | Audi           | 10     | 10  | -   | -   | -   | -   | -   | -   | -   | -    | -   | -   | -   |
| 22=  | Jorge Ortigão      | Toyota         | 10     | -   | -   | 10  | -   | -   | -   | -   | -   | -    | -   | -   | -   |
| 22=  | Jean Ragnotti      | Renault        | 10     | -   | -   | -   | -   | 10  | -   | -   | -   | -    | -   | -   | -   |
| 22=  | Saeed Al-Hajri     | Porsche        | 10     | -   | -   | -   | -   | -   | 10  | -   | -   | -    | -   | -   | -   |
| 22=  | Jorge Recalde      | Lancia         | 10     | -   | -   | -   | -   | -   | -   | -   | 10  | -    | -   | -   | -   |
| 22=  | Robin Ulyate       | Toyota         | 10     | -   | -   | -   | -   | -   | -   | -   | -   | -    | 10  | -   | -   |
| 22=  | Mikael Sundström   | Peugeot        | 10     | -   | -   | -   | -   | -   | -   | -   | -   | -    | -   | 10  | -   |